# غيزمل سفلي (مقاطعة ديواندرة)
غيزمل سفلي (بالفارسية: گیزمل سفلی) هي قرية تقع في قسم سارال الريفي (مقاطعة ديواندرة) في إيران. يقدر عدد سكانها بـ 285 نسمة بحسب إحصاء 2016.